# Xenoturbellida
Xenoturbellida – typ drobnych zwierząt morskich o prostym planie budowy, reprezentowany przez sześć gatunków reprezentujących rodzaj Xenoturbella. Xenoturbellida zostały odkryte w Bałtyku w 1915, a opisane naukowo dopiero w 1949. Łączone wraz z wirkami bezjelitowymi i Nemertodermatida w klad Xenacoelomorpha.

## Budowa
Ciało Xenoturbella jest otoczone prostym worem powłokowo-mięśniowym, pokrytym urzęsionym nabłonkiem. Występują mięśnie podłużne i okrężne. Otwór gębowy, położony jest blisko środka na stronie brzusznej, posiada bardzo słabo wyrażoną gardziel i prowadzi do prostego workowatego jelita. Układ nerwowy w postaci epidermalnej sieci rozproszonych nerwów, funkcje narządów zmysłów pełnią statocysty. Długość ciała w zależności od gatunku waha się od kilku do ponad 20 cm (w przypadku form głębokomorskich).

## Systematyka
Obecnie opisanych jest sześć gatunków Xenoturbellida, wszystkie zaliczane do rodzaju Xenoturbella. Brak różnic molekularnych oraz ten sam zasięg geograficzny skłaniają niektórych autorów do uznawania Xeboturbella westbladi za młodszy synonim Xenoturbella bocki.
- rodzaj Xenoturbella:
  - Xenoturbella bocki
  - Xenoturbella churro
  - Xenoturbella hollandorum
  - Xenoturbella monstrosa
  - Xenoturbella profunda
  - Xenoturbella westbladi

Analizy filogenetyczne oparte na genomie mitochondrialnym wykazały, że w obrębie rodzaju istnieją dwa klady: niewielkie X. bocki i X. hollandorum stanowią jeden z nich, podczas gdy duże formy głębokomorskie są osobną linią filogenetyczną.

## Występowanie
Xenoturbella bocki i Xenoturbella westbladi zostały opisane z południowo-zachodniego wybrzeża Szwecji. Kolejne 4 gatunki opisano w 2016 roku z głębin Wschodniego wybrzeża Pacyfiku.

## Filogeneza
Biorąc pod uwagę prostą budowę Xenoturbella widziano w niej reliktowy organizm, nawiązujący do hipotetycznej grupy bilaterogastreata. Początkowo rodzaj opisano w obrębie płazińców (Platyhelminthes), gdzie utworzono dla niego nową gromadę Xenoturbellida. Odkrywca gatunku, E. Westblad, uważał go za najbardziej prymitywnego wirka, jednak budowa tych zwierząt wykazuje ważne różnice. Nabłonek pokrywający ich ciało różni się od jednolitego nabłonka wirków. Także statocysty nie odpowiadają swą budową tym spotykanym u płazińców. Są one zbliżone do narządu aboralnego Ctenophora, a najbardziej zbliżona do statocyst strzykw.
Początkowo analizy filogenetyczne oparte na 18S rDNA oraz genach oksydazy cytochromowej wskazywały na bliskie pokrewieństwo tych zwierząt z półstrunowcami i szkarłupniami. Na podstawie tych badań zaliczono więc Xenoturbellida do zwierząt wtóroustych (Deuterostomia). Aktualnie większość analiz molekularnych wspiera wysuniętą na podstawie morfologicznego podobieństwa hipotezę o bliskim pokrewieństwie Xenoturbellida i Acoelomorpha. Pozycja filogenetyczne takiego kladu – nazwanego przez Philippe'a i wsp. Xenacoelomorpha – jest jednak niejasna. Według Philippe'a i współpracowników stanowi on najbardziej bazalną linię Deuterostomia, której przedstawiciele utracili wiele cech obecnych u ostatniego wspólnego przodka wtóroustych. Według innych badaczy, Xenacoelomorpha są taksonem siostrzanym do wszystkich pozostałych zwierząt dwubocznie symetrycznych. Ta ostatnia propozycja została wysunięta na podstawie analiz filogenetycznych opartych na genomie mitochondrialnym i transkryptomach.